# Cyclocybe parasitica
Cyclocybe parasitica is een soort plaatjeszwam uit het geslacht Cyclocybe die vooral voorkomt in Nieuw-Zeeland en Australië. Het groeit op inheemse en geïntroduceerde bomen waar het hartrot kan veroorzaken, en lijkt niet geassocieerd te zijn met coniferen.

## Kenmerken
De hoed is centraal bevestigd, bleekgeel gekleurd en donkerder in het midden. De steel is bleek met wit vruchtvlees. De cortina drukt tegen de plaatjes en verandert in een prominente ring, vaak gestreept met donkerbruin van de sporen. De sporen zijn cilindrisch en dikwandig met een duidelijke kiemporie.

## Ecologie
De soort groeit parasitair en saprotrofisch in loofbomen zoals Beilschmiedia tawa, Hoheria of Plagianthus maar kan ook aangetroffen worden op Nothofagus, berken of populieren. Het is inheems en waarschijnlijk inheems in Nieuw-Zeeland. Vruchtlichamen komen meestal voor in de late zomer en herfst, soms enkelvoudig maar meestal in groepen.

## Toepassingen
Cyclocybe parasitica is een eetbare paddenstoel met een vlezige, hartige smaak. Het kan in het wild worden gevonden of worden gekweekt op boomstammen die vier tot acht weken na het snijden en ontbladeren worden geënt. Volgens een onderzoek van de Lincoln University uit 1990 bevat de zwam ongeveer 20% eiwit in de droge massa, wat grofweg de helft is van wat er in de gewone champignon zit, terwijl de samenstelling van de essentiële aminozuren vergelijkbaar is. Aan de andere kant is het beschikbare koolhydraatgehalte bijna drie keer zo hoog.
Hoewel de zwam vooral bekend staat om zijn culinaire waarde, werd het historisch gezien door de Māori-bevolking gebruikt als een traditioneel medicijn.